# (7132) Casulli
(7132) Casulli est un astéroïde de la ceinture principale.

## Description
(7132) Casulli est un astéroïde de la ceinture principale. Il fut découvert le 17 septembre 1993 à Stroncone par Stroncone. Il présente une orbite caractérisée par un demi-grand axe de 2,31 UA, une excentricité de 0,21 et une inclinaison de 5,5° par rapport à l'écliptique.
Il est nommé d'après l'astronome italien Vincenzo Silvano Casulli.

## Satellite
Fin mars 2020 est annoncée la découverte d'un satellite autour de (7132) Casulli.

## Compléments